# Lubomír Rys
Lubomír Rys (* 22. srpna 1944) je český manažer a bývalý hokejista, bratr obojživelníka Miroslava Rysa, známý je pod přezdívkou Čužák.
Na přelomu 60. a 70. let 20. století byl hokejistou hrajícím za Kladno a Košice.
Působil jako manažer hokejisty Jaromíra Jágra, o čemž napsal také knihu Obsluhoval jsem hokejového krále.